# Triaenonyx dispersus
Triaenonyx dispersus is een hooiwagen uit de familie Triaenonychidae.